# U 557 (Kriegsmarine)
De U 557 was een U-boot van de Type VII van de Duitse Kriegsmarine tijdens de Tweede Wereldoorlog. De U 557 torpedeerde de Britse kruiser HMS Galatea op 15 december 1941 in de Middellandse Zee. De commandant was luitenant-ter-zee Ottokar Arnold Paulshen.

## Geschiedenis
Op 9 december 1941 verliet de U 557 Messina voor zijn laatste patrouille.
Op 14 december 1941 werd de Britse kruiser HMS Galatea getroffen door torpedo's van de U 557 nabij de kust van Egypte.

## OngevalU 557
Gedurende oefeningen in de Oostzee, kreeg de U-boot een duikongeval en ging hard tegen de zeebodem. Een matroos, Eckstein genaamd, verloor zijn been. Vermoedelijk door het neervallen van een torpedo die in zijn kettingen of rek hing.

## Ondergang
De U 557 zonk om 21:44 op 16 december 1941 in de Middellandse Zee ten noorden van Kreta in positie 38° 31′ 0″ NB, 23° 19′ 0″ OL na geramd te zijn door de Italiaanse torpedobootjager Orione. Er vielen 43 doden en allen kwamen hierbij om.

## Hoe gebeurde het incident
16 december 1941 - De U 557 zette koers naar de basis van het 23. Unterseebootsflottille te Salamis. Te 18:06 zond de U-boot een kort radiobericht uit met zijn koers en bestemming.
Te 18:00, op diezelfde avond, verliet de Italiaanse torpedoboot Orione de Kretense haven van Suda. De commandant had geen notie dat er een Duitse U-boot in de buurt van Kreta was.
Wanneer de Italiaanse commandant de U-boot om 21:44 ontmoette in een noordelijke richting, besloot hij hem te rammen in het donker, in de veronderstelling dat het een Britse onderzeeboot was. De U 557 zonk na de ramming onmiddellijk met al zijn bemanningsleden aan boord.
De onbeschadigde Italiaanse torpedobootjager keerde terug naar zijn basis in Souda. Gedurende de Duitse onderzoeking van dit incident, die de ramplocatie al had bereikt, werd er gerealiseerd dat de Regia Marina eerst om 22:00 of later, van het radiobericht van de U 557 op de hoogte was gebracht. De positie van dit incident werd gegeven door de Italiaanse commandant op 35° 31′ 0″ NB, 23° 19′ 0″ OL.
De verstandhouding tussen de beide asmogendheden verslechterde door dit incident.